# Isabel Augusta Sofia de Neuburgo
Isabel Augusta Sofia de Neuburgo (Brzeg, 17 de março de 1693 — Mannheim, 30 de janeiro de 1728) foi uma princesa  alemã da Casa de Wittelsbach. Era filha do eleitor palatino Carlos III Filipe de Neuburgo e da sua esposa a princesa polaca Luísa Carolina Radziwiłł, foi avó do rei Maximiliano I José da Baviera.

## Casamento e descendência
Isabel Augusta casou em Innsbruck em 1717 com o conde José Carlos do Palatinado-Sulzbach. Tiveram sete filhos:
1. Carlos Filipe Augusto (1718–1724);
2. Inocência Maria (1719–1719);
3. Isabel Augusta (1721–1794), casou com Carlos Teodoro da Baviera;
4. Maria Ana (1722–1790), casou com Clemente Francisco da Baviera;
5. Maria Francisca (Maria Franziska) (1724–1794), casou com Frederico Miguel, segundo filho de Cristiano III, do Palatinado-Zweibrücken;
6. Carlos Filipe Augusto (1725–1728);
7. Um menino (1728–1728).